# Meret-Oppenheim-Brunnen

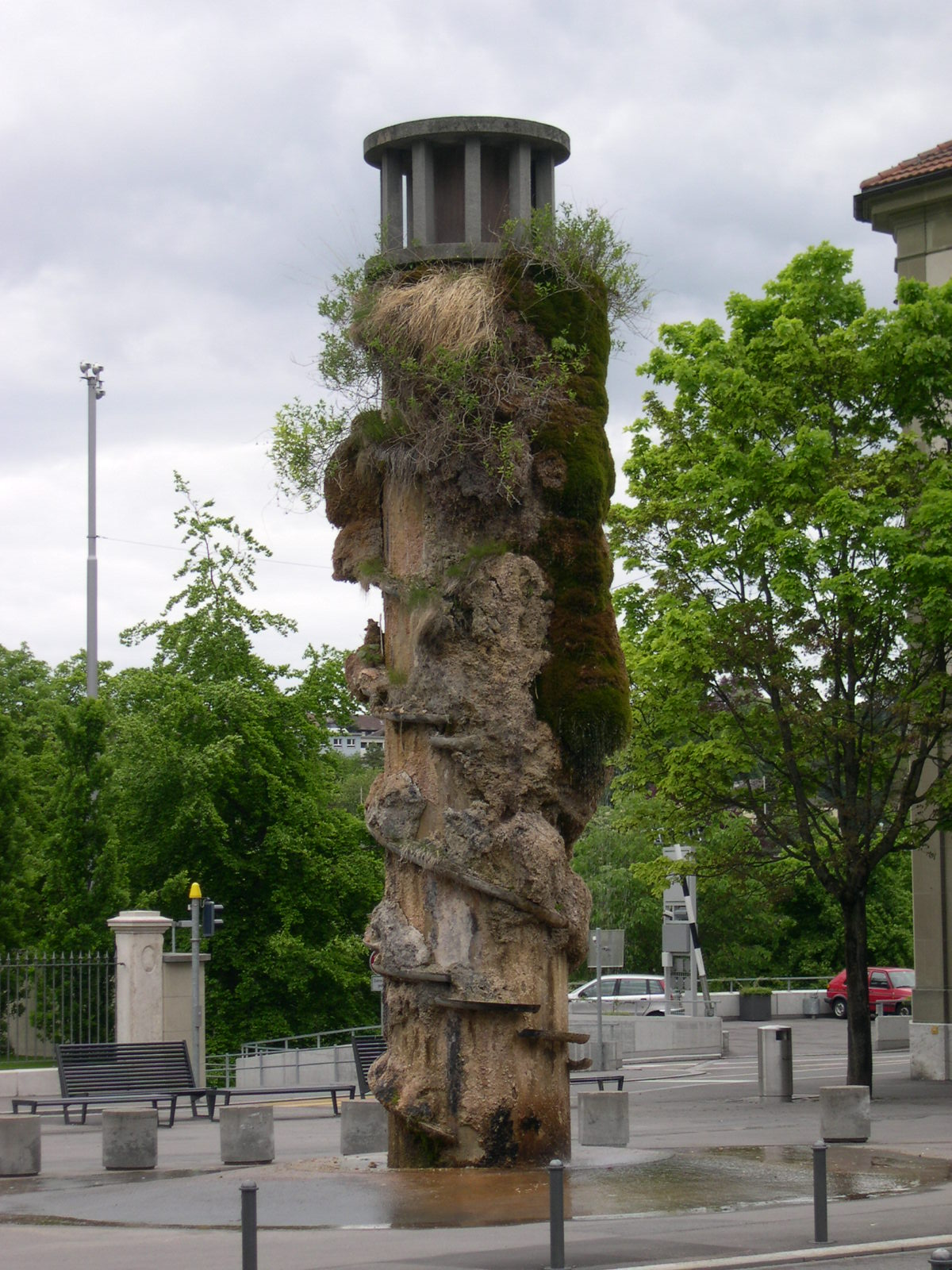
Der Oppenheimbrunnen

Der Meret-Oppenheim-Brunnen oder umgangssprachlich Oppenheimbrunnen ist ein von der Künstlerin Meret Oppenheim geschaffener Brunnen auf dem Waisenhausplatz in Bern.
Er wurde 1983 eingeweiht. Als Symbol des Wachsens und des Lebens besteht er aus einer hohen Betonsäule, an der spiralförmig Wasser herunterfliesst. Waren die blechernen Wasserrinnen zunächst kahl, so haben sich darin inzwischen – von der Künstlerin so gewollt – Moospolster, Pflanzen und Gräser angesiedelt, und im Winter bilden sich daran lange Eiszapfen.
Durch das stark kalkhaltige Wasser haben sich am Brunnen grosse Tuffsteinbrocken gebildet, welche von der Stadt entfernt werden, wenn sie absturzgefährdet sind.
Die Aufstellung des Oppenheimbrunnens in der historischen Altstadt führte in Bern zu einer heftigen Debatte, und es wurde in zahlreichen Leserbriefen und anderen Verlautbarungen dessen Entfernung verlangt. Spötter bezeichnen das Werk abschätzig als Abluftrohr des darunterliegenden Parkings.